# Соколов, Олег Валерьевич
Оле́г Вале́рьевич Соколо́в (род. 9 июля 1956, Ленинград, СССР) — российский историк, специалист по военной истории Франции, реконструктор сражений времён наполеоновских войн. Доцент, кандидат исторических наук (1991). Доцент кафедры истории нового времени исторического факультета (с 2014 года — Института истории) Санкт-Петербургского государственного университета в 2000—2019 годах. Кавалер ордена Почётного легиона (2003).
В декабре 2020 года судом первой инстанции признан виновным в убийстве Анастасии Ещенко, совершённым в ноябре 2019 года, с которой состоял в личных отношениях, и незаконном хранении огнестрельного оружия. Приговорён к 12 годам и 6 месяцам лишения свободы с отбыванием наказания в колонии строгого режима. В сентябре 2021 года Санкт-Петербургский городской суд отказал Соколову в смягчении приговора, в июне 2022 года кассационный суд также оставил приговор неизменным.

## Биография
Родился 9 июля 1956 года в Ленинграде в семье Валерия и Людмилы Соколовых.
В 1979 году окончил физико-механический факультет Ленинградского политехнического института имени М. И. Калинина с присвоением квалификации «инженер-физик».
В 1984 году с отличием окончил исторический факультет Ленинградского государственного университета имени А. А. Жданова по кафедре истории Нового и новейшего времени.
В 1991 году в Санкт-Петербургском государственном университете под научным руководством доктора исторических наук, профессора В. Г. Ревуненкова защитил диссертацию на соискание учёной степени кандидата исторических наук по теме «Офицерский корпус французской армии при старом порядке и в период революции 1789—1799» (специальность 07.00.03 — всеобщая история). Официальные оппоненты — доктор исторических наук, профессор Д. П. Прицкер и кандидат исторических наук, научный сотрудник Ленинградского отделения Института истории СССР АН СССР С. Н. Искюль. Ведущая организация — Российский государственный педагогический университет имени А. И. Герцена.
Работал учителем в средней школе № 149 Калининского района Ленинграда.
В 1998, 2000, 2002 годах — приглашённый профессор Практической школы высших исследований в Сорбонском университете (фр. directeur d’études invite a la IV section de l’École Pratique des Hautes Études a la Sorbonne).
В 2000—2019 годах — доцент кафедры истории нового времени исторического факультета (с 2014 года — Института истории) Санкт-Петербургского государственного университета (СПбГУ).

### Научная деятельность

О. В. Соколов выступает на научно-просветительском форуме «Учёные против мифов-6» в Санкт-Петербурге 11 февраля 2018 года

Автор более 100 научных трудов, включая 16 монографий на русском, французском, польском и испанском языках. Специалист по военной истории Европы XVII — начала XIX веков. Основные произведения: «Армия Наполеона» — выполнена на документах из французских архивов, переведена на французский язык в 2003 году; двухтомная монография «Аустерлиц. Наполеон, Россия и Европа. 1799—1805 гг.» — о первой войне Наполеона против антифранцузской коалиции и вывод автора о личной неприязни Александра I к Наполеону как причине втягивания России в европейскую войну. Соавтор трёхтомной энциклопедии «Отечественная война 1812 года и освободительный поход русской армии 1813—1814 гг.» (2012) под редакцией В. М. Безотосного.
По данным РИНЦ на 20 декабря 2020 года: у О. В. Соколова публикаций — 33; публикаций, процитировавших работы автора — 239; индекс Хирша — 6. Наиболее цитируемые работы: «Армия Наполеона» (1999) — 50; «Битва двух империй. 1805—1812» (2012) — 30; «Аустерлиц», том 2 (2006) — 23.
Награждён орденом Почётного легиона степени кавалера (Франция, 2003 год) — «за выдающийся вклад в развитие исследований по истории Франции и её популяризацию». После обвинения в убийстве Франция начала процедуру лишения Соколова ордена Почётного легиона. В 2025 году российский суд постановил вернуть Соколову знак ордена в числе личных вещей, изъятых при аресте.
Владеет французским и «немного» испанским языками. Перевёл на русский язык и дополнил обширными комментариями сочинение «Воспоминания о наполеоновских войнах 1802—1815» французского офицера Октава Левавассёра, принимавшего участие во всех военных походах Наполеона (кроме русской кампании 1812 года).
Консультант исторических фильмов по эпохе Наполеона. Автор исторических телепрограмм, вышедших в России, Франции, Великобритании, США, Испании и других странах.
Популяризатор исторической науки. Так, в 2018 году на научно-просветительском форуме «Учёные против мифов-6», организованного порталом «Антропогенез.ру», выступил с докладом «Мифы о рыцарях, или рассказ о том, как рыцари не могли самостоятельно сесть на коня и привинчивались к седлу», где опроверг существующие стереотипы о средневековых рыцарях, представив двух ассистентов в полном рыцарском облачении, которые вопреки имеющимся представлениям о рыцарях как о неповоротливых и тяжёлых воинах, не способных подняться без посторонней помощи, отжимались от пола и вскакивали из лежачего положения.
Участвовал в работе следующих научных организаций: член научного совета Российского военно-исторического общества (РВИО); член научного совета Института социологических, экономических и политических наук (ISSEP) в Лионе. Исключён из этих организаций 9 ноября 2019 года после появления сообщений о подозрении в совершении им убийства.

### Участие в реконструкциях

О. В. Соколов и исторические реконструкторы в облачении средневековых рыцарей на научно-просветительском форуме «Учёные против мифов-6» в Санкт-Петербурге 11 февраля 2018 года

В 1976 году О. В. Соколов создал первую в СССР группу военно-исторической реконструкции войн наполеоновской эпохи. Один из основателей реконструкции сражений эпохи Наполеона I — одного из самых массовых сегментов движения исторической реконструкции в современной России.
В 1988 году — участник Первого международного военно-исторического похода по местам боёв Отечественной войны 1812 года. В 1989 году при поддержке отдела оборонномассовой и спортивной работы ЦК ВЛКСМ прошёл первый съезд представителей военно-исторического движения страны. На съезде создали Федерацию военно-исторических клубов СССР, президентом которой избрали Соколова.
После распада СССР — один из инициаторов объединения военно-исторических клубов России и взаимодействия реконструкторского движения с органами государственной власти. Для реализации этих целей Соколов участвовал в создании и руководстве следующих общественных организаций: Военно-историческая ассоциация России (1996—2007), Санкт-Петербургская военно-историческая ассоциация (1999—2007), Общероссийское военно-историческое общественное движение (ОВИОД) (2007—2017), Русское военно-историческое общество (2018—действующая организация). После прекращения деятельности ОВИОД руководители организации О. С. Нельзин и О. В. Соколов вошли в научный совет Российского военно-исторического общества (РВИО).
Участвовал в реконструкции на местах событий сражений Отечественной войны 1812 года (например, Бородино, Малоярославец) и ряда зарубежных сражений наполеоновской эпохи (например, Аустерлиц, Ватерлоо). После конфликта в 2007 году во время праздника «День Бородина» с Международной военно-исторической ассоциацией, один из клубов которой впервые без согласования с Соколовым присвоил своему члену звание офицера, был отстранён от участия в ежегодной реконструкции Бородинского сражения, куда снова допущен в юбилейный 2012 год.
В 2008 году работал консультантом у коллекционера предметов эпохи Наполеона Виктора Батурина, с которым является соучредителем Русского культурного фонда «Империя истории», пытавшегося издавать периодику для реконструкторов.
По сообщениям СМИ, 1 марта 1982 года Сестрорецким районным народным судом города Ленинграда был вынесен приговор, признавший Соколова одним из виновных в совершении деяния, предусмотренного статьёй 213 УК РСФСР (нарушение действующих на транспорте правил об охране порядка и безопасности движения, если это повлекло гибель людей), с назначением наказания в виде двух лет лишения свободы условно в связи с гибелью 5 июля 1981 года человека при затоплении фрегата «Святой Георгий» Петровского военно-исторического подросткового клуба, шедшего для участия в съёмках фильма «Россия молодая».

### Убийство Анастасии Ещенко
9 ноября 2019 года около 5 часов утра О. В. Соколова извлекли из воды у набережной реки Мойки в Санкт-Петербурге с рюкзаком, в котором были две отчленённые женские руки и травматический пистолет. В квартире Соколова был произведён обыск, в ходе которого был обнаружен фрагмент человеческого тела (голова с многочисленными следами пулевых ранений), после чего Соколов был задержан по подозрению в убийстве своей бывшей студентки, соавтора научных работ, аспирантки Санкт-Петербургского государственного университета (СПбГУ) Анастасии Ещенко, с которой был в личных отношениях с января 2015 года. В ходе судебного процесса была опубликована видеозапись, сделанная Соколовым в день убийства, зафиксировавшая ссору с Анастасией, которая в сильном стрессе выбежала на улицу в мороз без верхней одежды. Согласно обвинительному заключению, после этой ссоры 8 ноября подсудимый в своей квартире, где жил вместе с Ещенко сдавил и сломал шею и произвёл ещё четыре выстрела в голову ещё живой девушки, от чего она умерла; в ночь с 8 на 9 ноября тело расчленил и пытался по частям утопить в реке Мойке.
23 сентября 2020 года государственный обвинитель во время оглашения в суде результатов судебно-медицинской экспертизы заявил, что аспирантка СПбГУ Анастасия Ещенко скончалась от выстрела в голову из огнестрельного оружия с близкого расстояния. Всего в неё стреляли четыре раза, а перед этим душили, нанеся несмертельные повреждения. Согласно заключению судебно-медицинских экспертов, перед смертью Анастасию Ещенко душили за шею с двух сторон. Несмотря на причинённые этим удушением переломы подъязычной кости и хрящей гортани, причиной её смерти стало огнестрельное ранение головы свинцовыми пулями калибра 5,6 мм. В неё выстрелили четыре раза, все выстрелы были сделаны в голову, одна из пуль попала девушке в глаз, но к тому моменту Анастасия уже была мертва от первого выстрела. Три ранения были сквозными, одно слепым (то есть пуля осталась в черепе).
Адвокат Александр Почуев сообщил об оформлении Соколовым явки с повинной и подготовке ходатайства о назначении психиатрической экспертизы, поскольку «версия защиты пока построена на том, что Олег Валерьевич действовал под каким-то сильным фактором, что-то на него сильно повлияло». Кроме того, он сообщил, что его подзащитный дал следствию полные показания, отказавшись от конституционного права не свидетельствовать против себя.
11 ноября Соколов на заседании Октябрьского районного суда Санкт-Петербурга, где ему было официально предъявлено обвинение в совершении преступления, предусмотренного частью 1 статьи 105 УК РФ, заявил, что преступление совершено на почве личного конфликта. При оглашении материалов следствия судья Юлия Максименко отметила: «Соколов от дачи показаний отказался, сославшись на 51-ю статью Конституции». По ходатайству следствия судьёй Максименко в отношении Соколова избрана мера пресечения в виде заключения под стражу на два месяца до 8 января 2020 года, 24 декабря 2019 года её срок был продлён до 9 апреля 2020 года. Ходатайство следователя Соколов назвал справедливым и выразил раскаяние. Расследование вёл Следственный комитет России.
После решения суда СПбГУ уволил Соколова с должности доцента Института истории.
30 ноября 2019 года Соколов переведён в Москву для проведения психолого-психиатрической экспертизы в исследовательском центре психиатрии и наркологии имени В. П. Сербского. Экспертизой Соколов признан вменяемым на момент совершения преступления.
24 марта 2020 года уголовное дело по обвинению Соколова в убийстве поступило для рассмотрения по существу в Октябрьский районный суд Санкт-Петербурга. В начале апреля 2020 года он был переведён из Бутырки обратно в Кресты. В связи с пандемией COVID-19 Октябрьский районный суд принял решение о переносе рассмотрения дела с 9 апреля на 13 мая 2020 года, затем на 9 июня, потом на 15, и на 22 июня в связи с отказом подсудимого от адвоката. Место рассмотрения перенесено из здания Октябрьского районного суда в здание Санкт-Петербургского городского суда.
В мае 2020 на видеосервисе Premier, принадлежащем компании «ГПМ Развлекательное телевидение», в рамках цикла «Прирождённые убийцы» вышел документальный фильм «Приглашение на бал. Жертвы русского Наполеона», в котором приведены интервью с родственниками погибшей Анастасии Ещенко и их адвокатом, а также впервые появляется Екатерина Иванова, которая в 2008 году написала на Соколова заявление о нанесении телесных повреждений.
25 декабря 2020 года Олег Соколов был признан виновным в совершении убийства, незаконном хранении оружия и приговорён к 12 годам и 6 месяцам лишения свободы с отбыванием наказания в колонии строгого режима. Как отмечало издание «Коммерсантъ», суд при назначении наказания «учёл общественную опасность деяния, в качестве смягчающего обстоятельства отметил наличие малолетних детей, а явку с повинной отверг, поскольку она была дана уже после изобличения преступления». Согласно приговору, Соколов также не находился в состоянии аффекта в момент совершения преступления. Помимо прочего, судом было отмечено «активное способствование раскрытию преступления, совершение преступления впервые, частичное признание в убийстве и полное — в хранении оружия, хронические заболевания, длительную психотравмирующую ситуацию, положительные характеристики, вклад в науку и реконструкторское движение, наличие престарелых родителей, для которых он единственный сын»; в качестве обстоятельства, отягчающего наказание, судом было отмечено совершение преступления с использованием оружия и боеприпасов: 11 января 2021 года защитой Соколова была подана апелляционная жалоба на приговор, в прокуратуре Санкт-Петербурга же сообщили, что государственное обвинение согласно с приговором и не намерено его обжаловать.
27 сентября 2021 года Санкт-Петербургский городской суд, рассмотрев апелляционную жалобу Соколова, отказал Соколову в смягчении приговора, который вступил в законную силу. Соколов был направлен для отбывания наказания в ИК № 6 в Санкт-Петербурге. 16 июня 2022 года Третий кассационный суд общей юрисдикции также отклонил жалобы на приговор. В дальнейшем в этом деле осужденного Олега Валерьевича Соколова продолжил защищать адвокат Александр Михайлович Почуев с целью изобличения других причастных к делу лиц.

## Семья
Был несколько раз женат. От последнего по времени брака, расторгнутого, со слов Соколова, в конце 2018 года, имеет двоих несовершеннолетних детей. От предыдущих браков имеет двух совершеннолетних дочерей.

### Основные статьи
- Соколов О. В. Высшие офицеры французской армии и революционное правительство в 1792—1794 гг. // От Старого порядка к Революции / под ред. проф. В. Г. Ревуненкова. — Л., 1988.
- Соколов О. В. Ульмская операция 1805 года // Орел. — 1993. — № 1, 2, 3.
- Соколов О. В. Офицеры короля // Империя истории. — 2001. — № 1.
- Соколов О. В. Генерал Антуан-Анри Жомини и его роль в развитии российской военной науки // Швейцарцы в Петербурге. — СПб, 2002.
- Соколов О. В. Испания в огне. Сомо-Сьерра // Империя истории. — 2002. — № 2.
- Соколов О. В. Рыцарство как элита средневекового общества // Империя истории. — 2002. — № 2.
- Соколов О. В. Час отваги и мужества. Битва при Никополе // Империя истории. — 2002. — № 2.
- Соколов О. В. Испания в огне. Погоня за Муром // Империя истории. — 2002. — № 3.
- Соколов О. В. Дух армии Наполеона // Империя истории. — 2002. — № 3.
- Соколов О. В. Французская армия и переворот 18 брюмера // Наполеон. Легенда и реальность. Материалы научных конференций и наполеоновских чтений. 1996—1998 / Сост. А. Васильев, Г. Л. Медынцева. — СПб.: Минувшее, 2003. — 444 с. — 500 экз. — ISBN 5-902073-16-2.
- Соколов О. В. Начало Польской кампании или должны ли французы умирать за Польшу? // Империя истории. — 2006. — № 4.
- Соколов О. В. Рокруа — триумф юной отваги // Империя истории. — 2006. — № 4.
- Соколов О. В. Записки генерала В. И. Левенштерна", Подготовка текста, вступительная статья и комментарии // Труды кафедры истории Нового и новейшего времени. 2013. № 10 / Сост. Т. Н. Гончарова. — СПб, 2013. — С. 120—150.
- Соколов О. В. Поляки на службе Наполеона в сражении на Березине, 28 ноября 1812 г. // Desperta Ferro (Madrid), 2013 г.
- Соколов О. В. Русско-французские отношения накануне войны 1805 г. // Труды кафедры истории Нового и новейшего времени. 2013. № 11. / Сост. Т. Н. Гончарова. — СПб., 2013. С. 67—84.
- Соколов О. В. Вступление // к монографии А. Королёва: «По следам Великой армии Наполеона»
- Соколов О. В. Военно-политическая обстановка во время подписания Тильзитского мира и реакция на договор в свете синхронных источников // Вестник СПбГУ. Серия 2. — 2015. — Выпуск 1. — С. 35—46.
- Соколов О. В. Итальянская армия Бонапарта накануне похода 1796 г. // Труды кафедры Новой и Новейшей истории. — 2015. — № 15. — С. 50—67.
- Соколов О. В. Французы в Москве: взгляд российского историка. // Вестник Санкт-Петербургского университета. История. 2016. № 1. С. 123—129.
- Соколов О. В. Начало Итальянской кампании Бонапарта 1796 г. // Труды кафедры истории Нового и новейшего времени. 2016. № 16 (2). С. 15—43.
- Соколов О. В., Ещенко А. О. Российская дипломатия и наполеоновская Испания, 1808—1811 гг. // Клио. 2017. № 3 (123). С. 70—78.
- Соколов О. В., Ещенко А. О. Неизвестная страница истории российской дипломатии. Деятельность П. О. Моренгейма в Испании короля Жозефа Бонапарта // Клио. 2017. № 4 (124). С. 157—165.
- Соколов О. В., Ещенко А. О. Российский посланник при дворе Жозефа Бонапарта в 1809—1812 гг. // Труды кафедры истории Нового и новейшего времени. 2017. № 17—2. С. 26—47.
- Соколов О. В. Русские офицеры при штабе Наполеона // Клио. 2018. № 8 (140). С. 88—96.
- Соколов О. В. Военные потери Франции в эпоху войн Первой империи // Известия Саратовского университета. Новая серия. Серия: История. Международные отношения. 2019. Т. 19. № 3. С. 337—343.
- Соколов О. В., Ещенко А. О. Ранний период Наполеоновских войн глазами художника и воина Луи-Франсуа Лежена // Известия Уральского федерального университета. Серия 2: Гуманитарные науки. 2019. Т. 21. № 2 (187). С. 95—107.

- Sokolov O. V. Le regiment Pavlovski en 1811 // Tradition Magazine. № 52, 1991.
- Sokolov O. V. La campagne de Russie. Les origines du conflit // Napoléon Ier. № 5, 2001.
- Sokolov O. V. La campagne de Russie. L’offensive de Napoléon, de Vilna a Witebsk // Napoléon Ier. № 6, 2001.
- Sokolov O. V. La campagne de Russie. La bataille de Smolensk // Napoleon Ier. № 7, 2001.
- Sokolov O. V. La campagne de Russie. La Moskowa // Napoléon Ier. № 8, 2001.
- Sokolov O. V. La campagne de Russie. De Moscou a Viazma // Napoléon Ier. № 9, 2001.
- Sokolov O. V. La campagne de Russie. Berezina // Napoléon Ier. № 10, 2001.
- Sokolov O. V. 1805 — Napoleon marche vers Austerlitz (1). Wertingen — Haslach — Elchingen // Revue de l’histoire napoléonienne. № 3, 2005.
- Sokolov O. V. 1805 — Napoleon marche vers Austerlitz (2). Amstetten — Durrenstein — Hollabrunn // Revue de l’histoire napoléonienne, № 6, 2006.
- Sokolov O. V. Austerlitz 1805. Le plan de Napoléon — la bataille d’Austerlitz — le bilan // Revue de l’histoire napoléonienne. № 27, 2009.
- Sokolov O. V. «Los Polacos en el Berezina» // Historia militar y política del mundo moderno, siglos XVI—XIX. Desperta Ferro, Madrid, 2014, № 8, р. 46—53.
- Sokolov O. V. La conquête du royaume de Naples // Gloire & Empire. Revue de l’histoire napoléonienne. 2017. Vol. 72. p. 33—46.
- Sokolov O. V. La campagne de 1805 en Italie // Gloire & Empire. Revue de l’histoire napoléonienne. 2017. Vol. 72. p. 5—32.
- Sokolov O. V. La batalla de Maloyaroslávets // Historia militar y politica del mundo moderno, siglos XVI—XIX, Desperta Ferro. 2017. p. 12—17.
- Sokolov O. V. Kutuzov toma el mando // Historia militar y politica del mundo moderno, siglos XVI—XIX, Desperta Ferro, 2017. p. 6—10.
- Sokolov O. V. Un allemand a Madrid en 1812 // Gloire & Empire. Revue de l’histoire napoléonienne. 2018. p. 105—111.
- Sokolov O. V. Une guerre ad hominem? Napoléon vu par la société russe 1801—1811 // Annales Historiques de la Revolution Francaise[фр.]. 392. 2018. p. 87—105.
- Sokolov O. V. L’assassinat de Paul I er // Gloire & Empire. Revue de l’histoire napoléonienne. 2019. p. 93—102.
- Sokolov O. V. La marcha sobre El Cairo y la batalla de las Piramides // Desperta Ferro Historia moderna. 2019. 41. p. 30—37.

### Переводы
- Левавассёр О. Воспоминания о наполеоновских войнах (1802—1815) = Souvenirs Militaires. Officier d'artillerie aide de camp du maréchal Ney (1802—1815) / Пер. с фр., коммент., исслед., вступ. ст. О. В. Соколова. — М., СПб.: Клио; Евразия, 2014. — 380 с. — ISBN 978-5-91852-087-1.

### Художественные произведения
- Соколов О. В. Испанская война и тайна тамплиеров. — М.: АСТ, 2015. — 448 с. — (Плащ и шпага). — 2000 экз. — ISBN 978-5-17-087617-4.

## Отзывы и критика
Популяризатор науки и исторический реконструктор К. А. Жуков, рассматривая монографию «Первая Итальянская кампания Бонапарта», отмечал: 

О. В. Соколов — это ведущий специалист по истории наполеоновских войн в мире. Когда я говорю «в мире», я совершенно не преувеличиваю, не шучу — так оно и есть, потому что в своё время, когда французское телевидение снимало фильм о Египетской кампании Наполеона, главным историческим консультантом на французском телевидении был О. В. Соколов, потому что во всей Франции нет ни одного специалиста по истории Наполеона его уровня, хотя там есть масса хороших специалистов. За заслуги перед французской историей Соколов получил Орден Почётного Легиона. Кроме того, что очень важно, О. В. Соколов — это основатель движения военно-исторической реконструкции вообще в России: с 1976 года у нас существует Ассоциация любителей наполеоновской эпохи, которая потом превратилась в Военно-историческую ассоциацию России, из которой, собственно говоря, выросли все реконструкторы, которые вообще у нас есть в России. А придумал их вот он, по крайней мере, на нашей территории. То есть человек разбирается в изучаемой, излагаемой им эпохе далеко не только как кабинетный учёный, хотя повторюсь: кабинетный учёный он совершенно замечательный, но и как практик, который буквально все города и веси, по которым прошла армия Наполеона, прошёл сам ногами и копытами своего коня, знает, как носить мундир, что такое бивачная жизнь, что такое поход, как выглядят регламент и армейский артикул того времени в настоящей жизни, и, собственно говоря, когда мы читаем его книги, в том числе и эту, владение фактурой сквозит буквально между двумя каждыми строками.
По словам историка-медиевиста и военного реконструктора Андрея Куркина, работая над своим романом «Испанская война и тайна тамплиеров» (2015), Соколов лично проехал по местам описываемых событий на коне в мундире наполеоновской армии, Анастасию Ещенко представил в образе главной героини, испанской девушки Инессы, а себя — в образе главного героя, французского офицера Анри де Крессэ.
В своей рецензии на книгу Соколова «Битва двух империй. 1805—1812» (2012) В. М. Безотосный пишет, что она, «бесспорно, обладает рядом достоинств», к числу которых в первую очередь относит использование её автором большого числа французских источников и литературы, позволяющим «осветить многие детали, отражённые во французских документах и малоизвестные российскому читателю». Однако, Безотосный подчёркивает, что Соколов проявляет явные авторские симпатии к наполеоновской Франции и её императору (чего не скрывает и сам Соколов) и даёт «самые нелестные характеристики» англичанам и российскому
императору Александру I, на которого и возлагает вину за развязывание войны с Францией, шедшей вразрез с интересами России и её армии. В первую очередь это Соколов обуславливает личной неприязнью русского монарха к Наполеону. Как отмечает Безотосный, Соколов не учитывает мощную антифранцузскую «подпитку» со стороны русского дворянства и других внутриполитических сил, с которыми Александр I не мог не считаться (примеры тому, — опыт XVIII века, когда в подобных случаях, как заметил Безотосный, — «монархи долго на троне не засиживались и могли потерять не только корону, но и жизнь», что понимал и сам Александр, сын убитого в результате заговора Павла I). Там же Безотосный заключает:

Эти концептуальные ошибки автора затмевают многочисленные мелкие недочёты, разнобой в оформлении научного аппарата, слабое использование новейших работ отечественных историков. Всё это заметно снижает ценность интересных источниковедческих наблюдений и находок, встречающихся в книге О. В. Соколова.
В некоторой степени, проблеме возникновения военно-политического противостояния России и Франции посвящена работа Соколова «Аустерлиц. Наполеон, Россия и Европа 1799—1805 гг.» (2006), текст из которой, относящийся к этому вопросу, практически дословно повторяется в книге «Битва двух империй. 1805—1812» (2012).

## Образ историка в массовой культуре
О. В. Соколов стал прообразом героя-реконструктора для романа Мурата Куриева «38 самураев» (2013).
Документальный фильм «Приглашение на бал. Жертвы русского наполеона» из цикла «Маньяки» (2020)